# Baryssinus penicillatus
Baryssinus penicillatus es una especie de escarabajo longicornio del género Baryssinus, tribu Acanthocinini, subfamilia Lamiinae. Fue descrita científicamente por Bates en 1864.

## Descripción
Mide 8,5 milímetros de longitud.

## Distribución
Se distribuye por Brasil, Ecuador y Guayana Francesa.